# Baccharis pilcensis
Baccharis pilcensis là một loài thực vật có hoa trong họ Cúc. Loài này được F.H.Hellw. mô tả khoa học đầu tiên năm 1990.